# Puig Melus
El Puig Melus és una muntanya de 150 metres que es troba al municipi del Port de la Selva, a la comarca catalana de l'Alt Empordà.